# باندو (إيباراكي)
باندو (باليابانية: 坂東市 باندو-شي) هي مدينة تقع في محافظة إيباراكي، اليابان. تأسست المدينة في 22 مارس 2005. في سبتمبر 2015، كان عدد سكان المدينة 54,349 نسمة، والكثافة السكانية 442 نسمة لكل كيلومتر مربع. مساحتها الكلية 123.03 كيلومتر مربع.

## توأمة
لباندو (إيباراكي) اتفاقيات توأمة مع:
- باين بلاف (9 أكتوبر 1989 - )

## وصلات خارجية
- موقع بلدية باندو